# Ya nunca más
Ya nunca más es el primer álbum banda sonora del cantante mexicano Luis Miguel, lanzado al mercado por EMI Capitol en 1983. Fue su primer OST de la película homónima que realizó en 1983, que fue un éxito de taquilla.[cita requerida] El álbum con las canciones de la película, por el cual obtiene disco de oro.

## Lista de canciones
1. "Ya Nunca Más"
2. "La Juventud"
3. "Juego De Amigos" (Instrumental)
4. "Mamá, Mamá"
5. "Juego De Amigos"
6. "La Juventud" (Instrumental)
7. "Ora Pronobis" (en español: Ruega por nosotros)
8. "Ya Nunca Más" (Instrumental)